# Remigius Weißsteiner
Remigius Weißsteiner (30. března 1843 Pfunders – 25. dubna 1913 Rankweil) byl rakouský římskokatolický duchovní a politik německé národnosti z Tyrolska (respektive z dnešního Jižního Tyrolska), v 2. polovině 19. století poslanec Říšské rady.

## Biografie
Byl synem zemědělce. Vystudoval c. k. klášterní gymnázium v Brixenu. Roku 1868 vstoupil do kláštera Neustift. 6. října 1872 byl vysvěcen na kněze. Do roku 1875 pak byl kooperátorem ve Welschnofenu a v letech 1875–1879 klášterním viceekonomem. Od roku 1911 působil jako probošt augustiniánského kláštera Neustift u Brixenu.
Působil i jako poslanec Říšské rady (celostátního parlamentu Předlitavska), kam usedl ve volbách roku 1885 za kurii velkostatkářskou v Tyrolsku, I. voličský sbor. Ve volebním období 1885–1891 se uvádí jako Remigius Weißsteiner, probošt kláštera, bytem Neustift.
Na Říšské radě se po volbách v roce 1885 uvádí jako člen katolického Liechtensteinova klubu. Roku 1887 je řazen do konzervativního Hohenwartova klubu (tzv. Strana práva).
Zemřel v dubnu 1913.